# Angeli nel ghetto
Angeli nel ghetto è il primo singolo di Nek estratto nel 1995 dall'album Calore umano.

## La canzone
È stata composta nella parte musicale dallo stesso Nek, da Gianni Sanjust e da Gabriele Varano, mentre il testo è stato curato da Antonello De Sanctis. La pubblicazione è stata affidata alla Don't Worry Edizioni Musicali insieme alla Fonit Cetra Music Publishing e alla Edizioni Musicali Abramo Allione.